# Aka Manah
Aka Manah (avestisch: „böses Denken“, „böser Geist“) oder Akaman (mittelpersisch) ist im Zoroastrismus der Name eines Dämons („Daeva“ bzw. Diw). Er entspricht dem Div Akwān-e Dīw, kurz auch Akvan (bei Rückert Akwan), im Schāhnāme des Dichters Firdausi.

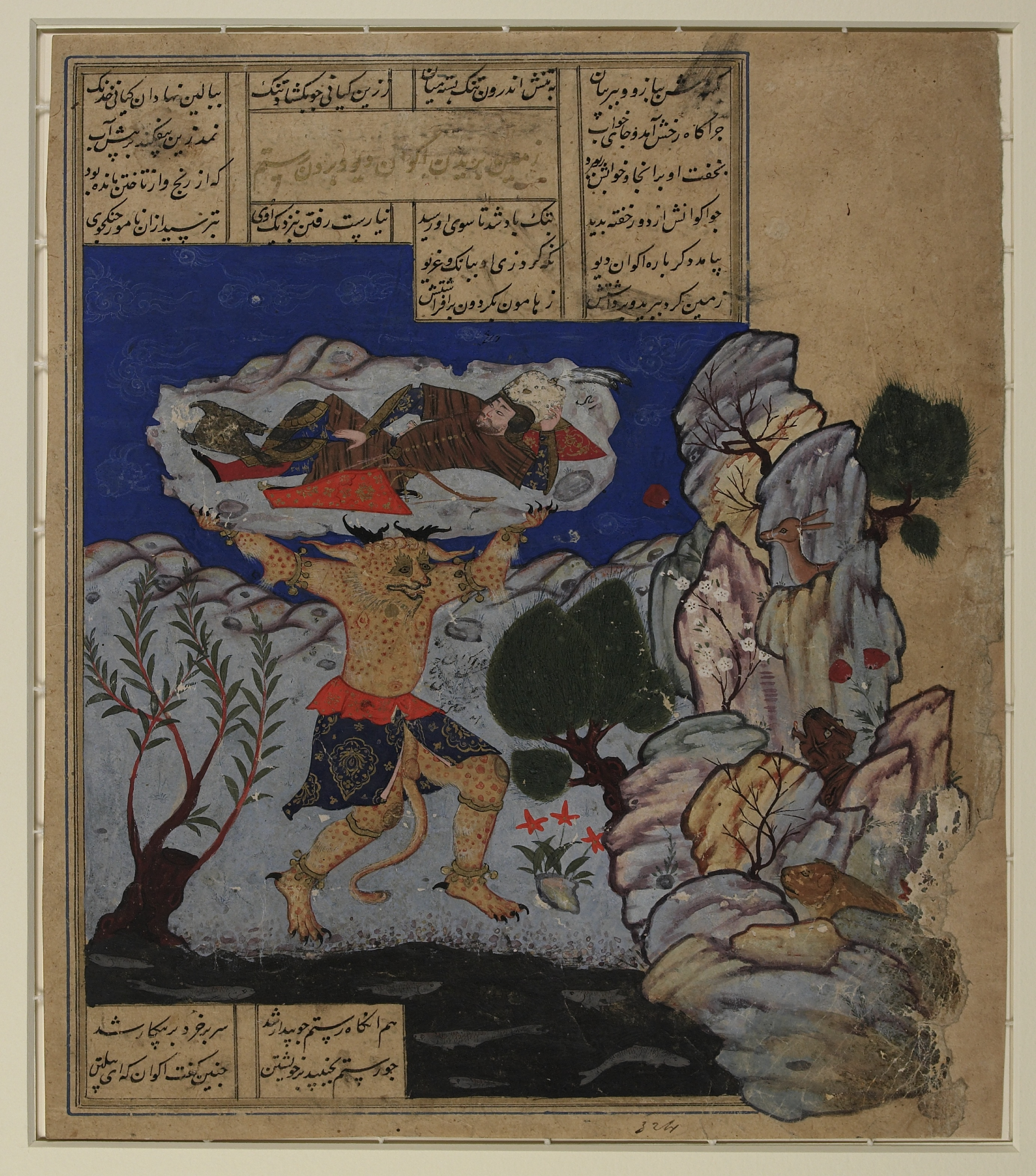
Szene aus Schāhnāme: Akvan Div wirft den Helden Rostam ins Meer.

## Wirken
Er ist einer der Erzdämonen und ein Diener Ahrimans. Er soll die Menschen zu bösem Sinnen und Trachten verführen und soll sogar, auf Geheiß Ahrimans, vergeblich versucht haben Zarathustra/Zoroaster, den Propheten des guten Gottes Ahura Mazda zu verführen und zum Bösen zu verleiten. Er ist der immerwährende Gegenspieler des Vohu Manah, eines unsterblichen Heiligen, wird aber von diesem zu Fraschokereti, dem Ende der bekannten Welt, endgültig besiegt.
Im Schahname schlich er sich an den schlafenden Helden Rostam heran, hob ihn mitsamt der umgebenden Erde hoch und warf ihn ins Meer. Anschließend besiegt Rostam aber den Dämon Akvan.